# Nicrophorus encaustus
Nicrophorus encaustus är en skalbaggsart som beskrevs av Leon Fairmaire 1896. Nicrophorus encaustus ingår i släktet Nicrophorus och familjen asbaggar. Inga underarter finns listade i Catalogue of Life.